# Caçador
Caçador é um município brasileiro pertencente ao estado de Santa Catarina. Sua sede está localizada na foz do rio Caçador e próximo a nascente do rio do Peixe, a uma média de 920 m de altitude.
Com uma população, conforme o Censo 2022, de 103.720 habitantes, é a 3ª maior cidade do Oeste Catarinense, atrás apenas de Chapecó e Concórdia. É sede da Região Geográfica Intermediária de Caçador, polarizando cerca de dezesseis municípios.
Caçador detém o título de capital industrial do meio-oeste catarinense.

## História

### Da pré-história ao descobrimento
Vestígios encontrados na região remetem a elementos das antigas tradições Taquara, Umbu e Humaitá.
Entre estes encontram-se artefatos de pedra como facas, raspadores, pontas de projéteis, furadores, zoólitos (estátuas de pedra assumindo formas animais) e até mesmo estatuetas antropomórficas.
No século XVI, quando da chegada dos primeiros portugueses ao litoral de Santa Catarina, a região próxima do entroncamento dos rios Caçador e do Peixe era habitada por nativos das etnias caingangue e xokleng.

### Os primeiros moradores
Na história do município encontra-se registrado como primeiro morador Francisco Correia de Mello.
Este veio de Campos Novos e estabeleceu-se com sua família às margens do rio Caçador em 1881.
A Francisco Correia de Mello, seguiu-se em 1887 Pedro Ribeiro e, quatro anos mais tarde, Tomás Gonçalves Padilha, que chegou até o rio 15 de novembro.
O nome Caçador, de acordo com a tradição local, foi dado por Correia de Melo, em referência à abundância de caça na região.

### Conflito de fronteiras e a estrada de ferro
A atual região oeste dos estados de Santa Catarina e do Paraná era reivindicada pela Argentina,
supostamente com base no Tratado de Madrid, de 1750. O presidente estadunidense Grover Cleveland, escolhido para arbitrar a questão, deu laudo inteiramente favorável ao Brasil em 5 de fevereiro de 1895, após analisar valiosa documentação reunida por José Maria da Silva Paranhos Júnior, o Barão do Rio Branco.
Delimitada a fronteira Brasil - Argentina no Tratado de 1898, o governo da então jovem República do Brasil, para firmar a posse de suas novas terras, leva a cabo os planos para uma ligação ferroviária entre os estados de São Paulo e do Rio Grande do Sul e ao Uruguai  pelo interior.
Os estados brasileiros de Santa Catarina e do Paraná passaram a disputar a região, cujo coração ficava na atual Caçador.
Em 1910, quando da chegada das turmas de construção do trecho Porto União - Marcelino Ramos da Estrada de Ferro São Paulo-Rio Grande à região, a divisa entre os estados de Santa Catarina e do Paraná passava pelo rio do Peixe. Rio Caçador era o nome da estação ferroviária original, localizada no km 133 deste trecho à margem esquerda do rio do Peixe, em território catarinense.
Com a chegada dos trilhos e o tráfego dos primeiros trens, a região de Caçador foi integrada em definitivo ao resto do território brasileiro. Não tardou e, em um movimento de imigração interna, novos moradores, vindos de cidades vizinhas e, principalmente, das colônias italianas do Rio Grande do Sul, passaram a intensificar a colonização de Caçador.
Estes novos moradores tinham em sua maioria ascendência europeia, com uma dominância de italianos, alemães e eslavos, mas havia também muitos sírio-libaneses.
Um número significante de pessoas, integrantes das turmas de construção da estrada de ferro, não retornou a suas regiões de origem, vindo a estabelecer-se também nas incipientes aglomerações urbanas ao redor das estações ao longo da ferrovia em toda a região.
Nesta época Caçador fazia parte do distrito de Rio das Antas, município de Campos Novos.
Rio das Antas era um núcleo de colonização planejado pela Brazil Railway Company, para o qual vieram muitos colonos teuto-brasileiros oriundos do litoral de Santa Catarina.

### A Guerra do Contestado e outros acontecimentos
Junto aos trilhos chegaram à região também a ganância e a exploração.
A contestação da doação das terras ao longo da estrada-de-ferro, feita, às custas dos agricultores que as habitavam, pelo jovem governo republicano do Brasil aos madeireiros e à Southern Brazil Lumber & Colonization Company, junto à pífia presença do poder público na região e ao fanatismo religioso, resultou num conflito armado conhecido como Guerra do Contestado.
Entre outubro de 1912 a agosto de 1916, a guerra civil destruiu quase tudo o que havia de mais ou menos organizado na região, com incêndios de lugarejos inteiros.

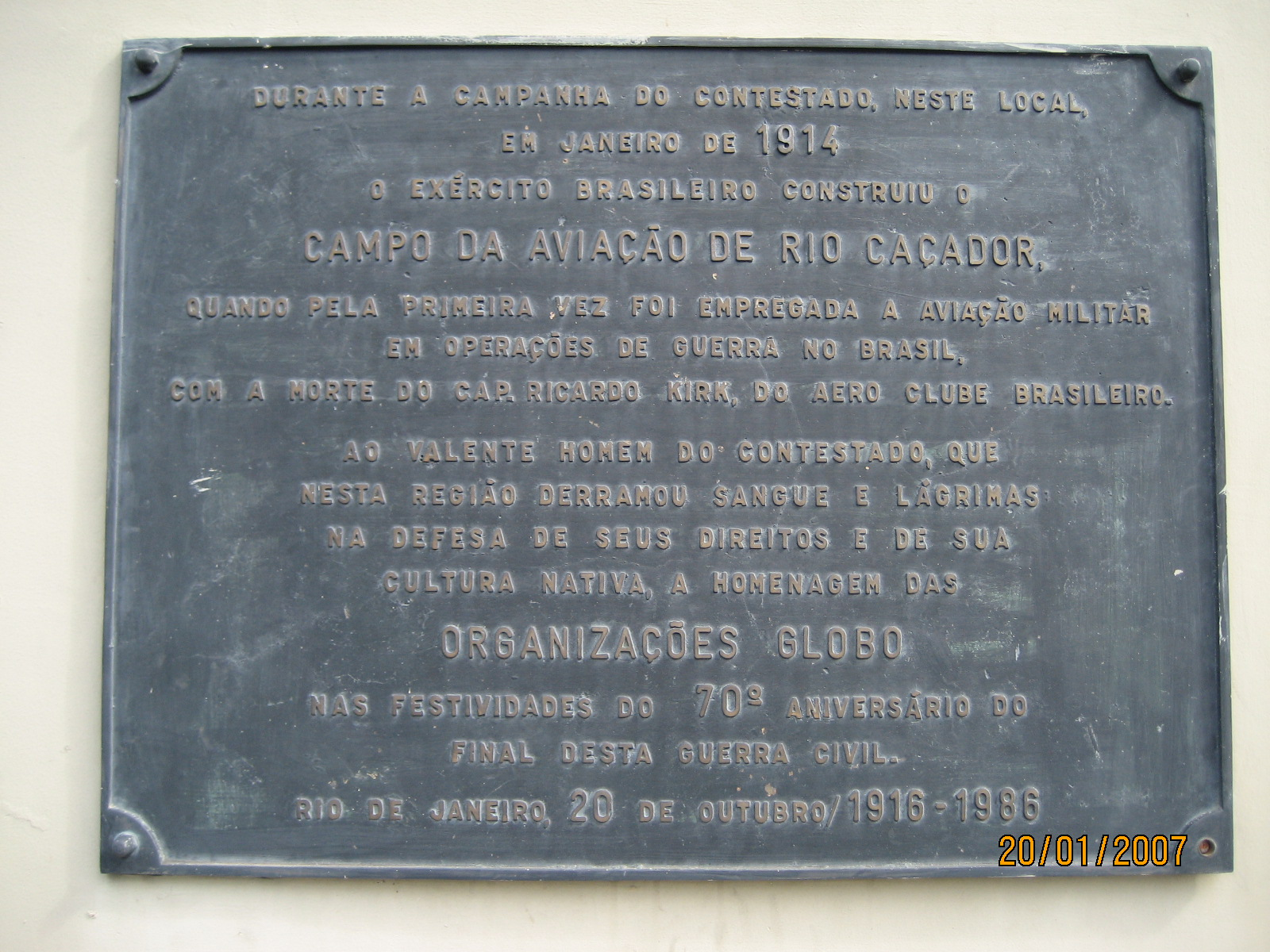
Placa no local onde o exército brasileiro construiu o Campo de Aviação de Rio Caçador.

Em janeiro de 1914, durante a campanha do Contestado, o exército brasileiro construiu, junto à estação ferroviária homônima, o Campo de Aviação de Rio Caçador. Este serviria de apoio aos voos de reconhecimento sobre as posições dos revoltosos e na regulação do tiro da Artilharia. Os aviadores eram Ricardo Kirk, 1º Tenente e comandante da operação, e Ernesto Darioli, aviador civil.
Com o acordo de limites entre Santa Catarina e o Paraná em 1917, teve início um período de paz e a população pode reiniciar suas atividades. Em 1918 foi instalada a primeira agência postal, onde já existia um posto de rendas estaduais. Somente em 9 de janeiro de 1923 é que Rio Caçador foi elevado a distrito, ainda  subordinado ao município de Campos Novos. As terras à direita do rio do Peixe, pertencentes ao município de Porto União, foram elevadas em 1928 a distrito, com o nome de Santelmo. Neste mesmo ano, ao 1° de outubro, o casal Dante e Albina Mosconi, preocupados com a inexistência de centros de ensino à população na região, fundou o Ginásio Municipal Aurora e o Instituto Comercial Catarinense. Em 1929 foi aberta a estrada Caçador - Curitibanos, impulsionando ainda mais o desenvolvimento da região, com a chegada de mais imigrantes e a instalação de novas serrarias.
Em divisão administrativa referente ao ano de 1932, Rio Caçador passou a figurar como distrito do município de Curitibanos.
Em consequência do crescimento da população e de sua pujança econômica, Rio Caçador foi elevado a município em 22 de fevereiro de 1934, com território desmembrado de Campos Novos, Cruzeiro (atual Joaçaba), Curitibanos e Porto União.
A instalação do município deu-se, com a posse do primeiro prefeito, Leônidas Coelho de Sousa, em 25 de março de 1934. Ainda no mesmo ano, em 25 de maio, foram criados os distritos de Caçador (sede municipal), São Luis, Taquara Verde, Rio Preto e Rio das Antas. A comarca de Caçador foi criada pelo decreto estadual 698, de 5 de novembro de 1934 e instalada em 26 de janeiro de 1935, sendo o seu primeiro juiz de Direito, Osmundo Wanderley da Nóbrega.
O brasão do município foi instituído em 1966 e representa a etnia, origem, cultura e tradição da população caçadorense.

## Geografia
Com uma área de 983,424 km², Caçador está localizada no Alto-Vale do Rio do Peixe, meio-oeste de Santa Catarina, integrando a região Metropolitana do Contestado.
O território do município limita-se ao norte com Calmon e General Carneiro (PR), ao sul com Rio das Antas e Videira, ao leste com Lebon Régis e ao oeste com Água Doce e Macieira.
Sua altitude média é de 1 000 m, estando o ponto culminante do território municipal a 1 390 m de altitude (Elevação de Rio Verde) e o ponto mais baixo a 780 m acima do nível do mar.

### Hidrografia
O território do município é rico em recursos hidro-minerais, situando-se em sua totalidade sobre o Aquífero Guarani.
É banhado  por vários rios, dentre os principais o que deu o nome à cidade, Caçador, e os do Peixe, Castelhano, XV de Novembro, Jangada, Preto, São Pedro e Veado.

### Clima
A cidade possui clima temperado subtropical úmido (Classificação climática de Köppen-Geiger Cfb). Entre 1977 e 2004 foram registrados temperatura média anual de 16,3 °C e precipitação acumulada média anual de 1716mm.
| Dados climatológicos para Caçador                              | Dados climatológicos para Caçador | Dados climatológicos para Caçador | Dados climatológicos para Caçador | Dados climatológicos para Caçador | Dados climatológicos para Caçador | Dados climatológicos para Caçador | Dados climatológicos para Caçador | Dados climatológicos para Caçador | Dados climatológicos para Caçador | Dados climatológicos para Caçador | Dados climatológicos para Caçador | Dados climatológicos para Caçador | Dados climatológicos para Caçador |
| Mês                                                            | Jan                               | Fev                               | Mar                               | Abr                               | Mai                               | Jun                               | Jul                               | Ago                               | Set                               | Out                               | Nov                               | Dez                               | Ano                               |
| -------------------------------------------------------------- | --------------------------------- | --------------------------------- | --------------------------------- | --------------------------------- | --------------------------------- | --------------------------------- | --------------------------------- | --------------------------------- | --------------------------------- | --------------------------------- | --------------------------------- | --------------------------------- | --------------------------------- |
| Temperatura máxima média (°C)                                  | 28,8                              | 26,9                              | 26,9                              | 24,0                              | 21,1                              | 19,1                              | 19,2                              | 20,8                              | 22,2                              | 24,6                              | 26,1                              | 27,4                              | 23,1                              |
| Temperatura mínima média (°C)                                  | 17,2                              | 17,5                              | 16,4                              | 13,3                              | 10,7                              | 8,5                               | 8,5                               | 9,5                               | 10,9                              | 13,2                              | 14,8                              | 16,4                              | 13,1                              |
| Temperatura mínima recorde (°C)                                | 4,0                               | 1,0                               | 0,8                               | −3,0                              | −6,0                              | −14,0                             | −11,0                             | −10,4                             | −7,0                              | −3,0                              | −1,8                              | 0,0                               | −14,0                             |
| Precipitação (mm)                                              | 154,9                             | 143,8                             | 141,2                             | 113,4                             | 105,9                             | 140                               | 104,3                             | 109,8                             | 153,9                             | 146,7                             | 120,2                             | 126,3                             | 1,434,4                           |
| Fonte: Normais Climatológicas do Brasil 1961-1990              |                                   |                                   |                                   |                                   |                                   |                                   |                                   |                                   |                                   |                                   |                                   |                                   |                                   |
| Fonte 2: Temperaturas mínimas absolutas para Caçador 1942-2006 |                                   |                                   |                                   |                                   |                                   |                                   |                                   |                                   |                                   |                                   |                                   |                                   |                                   |

Os verões são quentes e úmidos, com máximas de temperatura e precipitação em janeiro. Os invernos são frios, menos úmidos que os verões, alternando períodos chuvosos (mês de junho) e secos (meses de julho e agosto). O frio é mais intenso durante os meses junho e julho e nos períodos secos do inverno, o clima, apesar do frio, é considerado agradável. Nas últimas duas semanas do mês de maio ocorre o fenômeno conhecido popularmente como "Veranito de Maio", caracterizado por repentina elevação das temperaturas em pleno outono.
Em Caçador registrou-se oficialmente a menor temperatura já ocorrida no território brasileiro: −14 °C, em 11 de junho de 1952. Outros registros oficiais incluem temperaturas mínimas extremas de −11 °C e de −10,4 °C, respectivamente 10 de julho de 1952 e de 6 de agosto de 1963.
Geadas ocorrem frequentemente de abril a setembro, com 1271 ocorrências registradas entre 1942 e 2006.
A queda de neve é mais rara, com apenas 20 ocorrências registradas durante o mesmo período. A última ocorrência sendo em julho de 2013.

## Economia
A economia de Caçador desenvolveu-se através da extração e industrialização da madeira, num primeiro momento retirada das florestas centenárias de araucária e imbuia da região e, posteriormente, quando da exaustão destas, de reflorestamentos com pinus elliottii. Hoje o município conta com algumas das maiores empresas no ramo madeireiro do sul do país.
A agricultura emerge como nova opção de geração de divisas, com destaque para os hortifrutigranjeiros, sendo o tomate a maior fruta plantada no município.
Caçador já foi considerada a maior produtora de tomates do sul do Brasil e também possui muitas indústrias como as de plástico, fios de cobre, metalúrgicas e, por último, o ramo do transportes com a Reunidas.
Nos últimos anos a cidade vem atraindo a atenção de grandes empresários, tendo recebido grandes investimentos, tanto em setores industriais, de transportes e comerciais, sedo que somente a empresa Guararapes com sede em Palmas (PR), uma das maiores produtoras de MDF da América Latina, investiu mais de 330 milhões na ampliação do seu parque fabril no município.[carece de fontes?]
Para o setor comercial grandes promessas se aplicam ao município, sendo que muitas já começaram a se realizar desde o ano de 2018, onde a rede Passarela de supermercados com sede em Concórdia (SC), inaugurou no município o seu primeiro atacado, o Via Atacadista com mais de 6 mil m² e 11 milhões em investimento, sendo o maior do Meio-Oeste catarinense. A antiga massa falida Sulca, foi comprada pelo grupo SuperPão, que tem sua sede em Guarapuava (PR), em um dos edifícios do terreno será instalado a nova rodoviária municipal em parceria com a prefeitura, no restante da propriedade o grupo planeja investir mais de 50 milhões, construindo, além de mais um supermercado da rede, um grande centro comercial, com lojas, salas de cinema, praça de alimentação, etc. Com todos esses investimentos, Caçador superou o crescimento do estado pelo terceiro ano seguido, chegando a 8,99% em arrecadação do ICMS no ano de 2017, 2,6% a mais que o próprio estado.[carece de fontes?]
A cidade possui uma grande força no quesito de empresas de transportes rodoviários, contando com mais de 10 empresas instaladas em seu território, onde muitas possuem influencia nacional, sendo algumas a Alfa Transportes, Transrodace Transportes Rodoviários, Expresso São Miguel e muitas outras.[carece de fontes?]
Muitas franquias também estão se instalando em Caçador, reflexo de investimentos por parte da prefeitura e flexibilização local dos horários do comércio, redes como O Boticario, Chilli Beans, Brasil Cacau, Cacau Show e Bob's são alguns exemplos de franquias que estão aquecendo a economia. Caçador se consolida com o 17º maior PIB do estado, chegando a 2,7 bilhões de reais em 2014, gerando assim um PIB per capita de 35.548 mil reais, ficando em 72º no ranking com os demais municípios do estado.[carece de fontes?]

## Meio ambiente

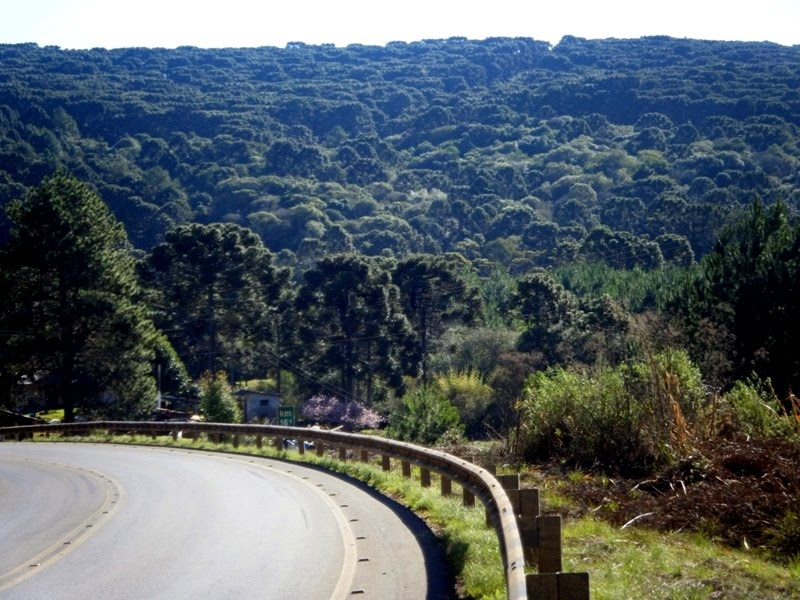
Floresta Nacional de Caçador, vista desde a SC-451, no distrito de Taquara Verde

O território do município sedia duas áreas de proteção da natureza, que juntas somam 1 867,48 ha: a reserva florestal Embrapa/Epagri de Caçador, localizada no interior da estação experimental da Epagri; e a floresta nacional de Caçador, no distrito municipal de Taquara Verde, esta última administrada pelo Instituto Chico Mendes de Conservação da Biodiversidade (ICMBio).
A floresta nacional de Caçador contribui, com seus reflorestamentos de araucária, para a preservação desta espécie única, símbolo de toda a região e que, segundo a União Internacional para a Conservação da Natureza e dos Recursos Naturais (IUCN), encontra-se em perigo crítico de extinção.
Desde 2016, Caçador conta com o plano do Parque Linear, quem dará continuidade ao já existente Parque Central José Rossi Adami. No início de 2019, tem se início o projeto que prevê a construção de um parque que margeá todo o Rio do Peixe na área urbana do município. Um dos pilares desse novo projeto é a Recuperação Ambiental, pois com o passar dos anos as redondezas da linha férrea e do próprio rio foram sendo degradadas pela presença de pessoas em situações de risco. Com a intervenção da prefeitura, foi realizado a retirada dessas famílias, podendo assim dar início as obras que contara com a implantação de pistas de caminha em meio a natureza, ciclofaixas, novas ruas e com a plantação de árvores nativas da região.

## Atrações turísticas

### Parque Central José Rossi Adami
O Parque Central foi inaugurado no ano de 2009, ele fica instalado próximo ao Museu do Contestado e da Rodoviária. É um espaço amplo, para jovens, adultos e crianças se divertirem. Vale até fazer um piquenique e conhecer um pouco da história do município, através dos monumentos lá instalados.
Proporciona uma vista e fotos incríveis no pôr do sol e durante o outono, quando as árvores ficam douradas e contrastam com as demais cores. Para se exercitar é possível fazer caminhas e corridas, jogar basquete, futebol de areia, beach tênis, jogar bocha, passear com os animais e andar de bicicleta. Além disso, é palco de diversos eventos, festas, encontros, e ações do município.

### Catedral São Francisco de Assis
A Paróquia São Francisco de Assis, inicialmente denominada Paróquia São Francisco de Assis de Rio Caçador, foi criada em 1 de janeiro de 1934, pelo Bispo de Lages, Dom Daniel Hostin, desmembrada das freguesias de Campos Novos, Curitibanos e Porto União. Foi atendida pelos padres de São Francisco de Sales, que permaneceram aqui até fevereiro de 1981. A construção da atual catedral teve início em março de 1938. Em 1940, precisamente no dia 6 de outubro, foi abençoada a pedra fundamental desta catedral, embora a construção já estivesse na altura das janelas. As obras iniciadas em 1938 só foram concluídas em 1959 (21 anos depois), quando no dia 18 de outubro, com o acabamento da pintura, foi inaugurada. E a partir de 1969 com a criação da Diocese de Caçador. O arquiteto da obra foi o Sr. Dante Mosconi. O responsável pela obra foi o espanhol Francisco Quintas Perez e o espanhol Celestino Roig Artigas foi o autor e realizador do projeto de decoração e pintura. A decoração foi feita em gesso.[carece de fontes?]
O relógio:
Possui 04 mostradores de 1,40 metros de diâmetro. Os pesos que movimentam seu maquinismo tem em 230 kg, sendo esse o que move a máquina e 75 kg o que bate as horas. O martelo que bate as horas pesa 8,5 quilos. O pêndulo que regula a marcha da máquina pesa 12,5 kg. A corda do relógio dura 08 dias, e os pesos são levantados por meio de uma manivela.

### Ponte Antonio Bortolon

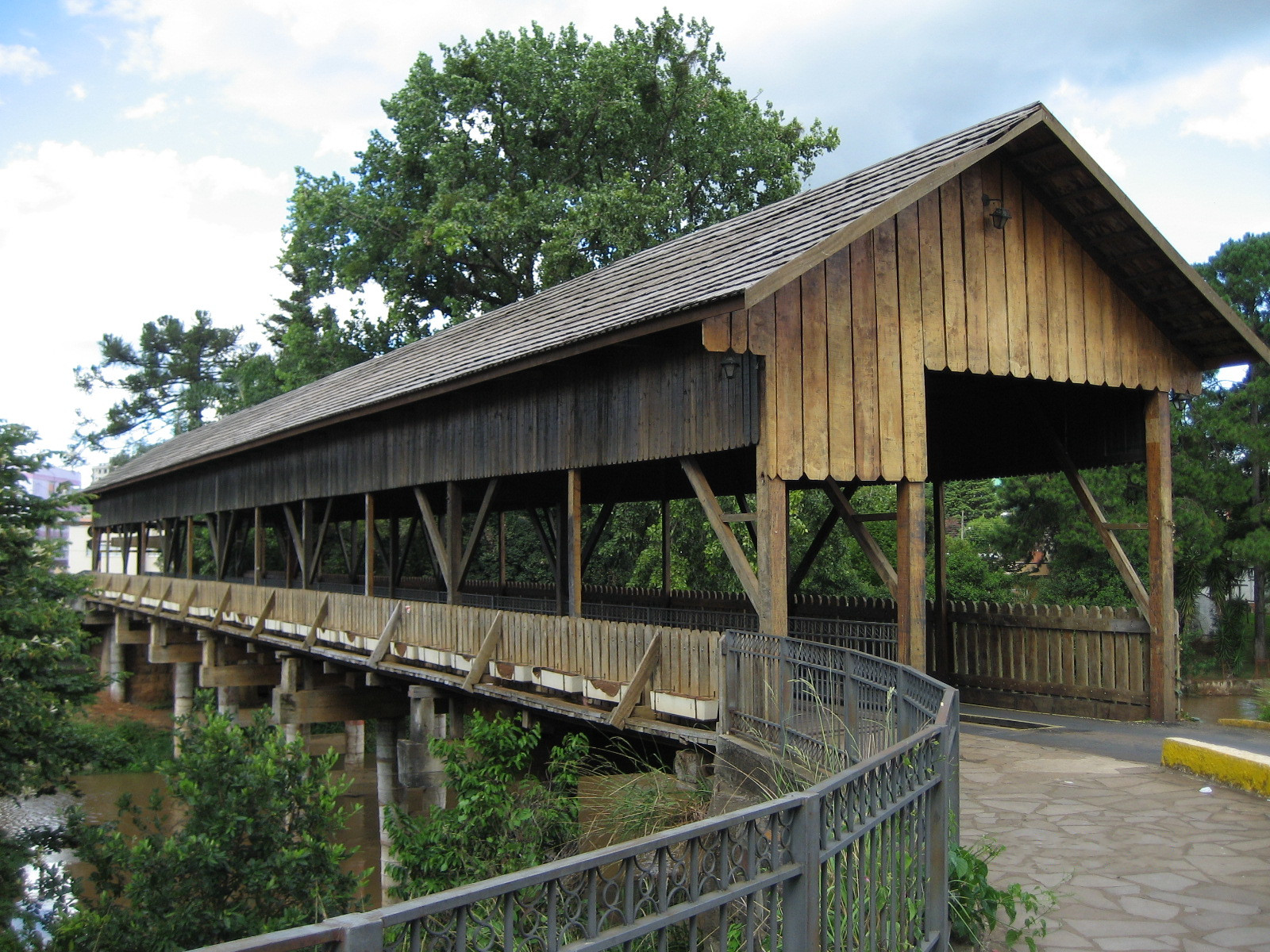
Ponte Antonio Bortolon

É um dos principais pontos turísticos de Caçador. Construída originalmente em 1924, esta foi a primeira ponte sobre o rio do Peixe, vindo a ligar o então distrito de Rio Caçador ao Santelmo, na época subordinado ao município de Porto União. A ponte, toda em madeira, era coberta com tabuinhas de imbuia, uma das características da arquitetura colonial italiana.
Antonio Bortolon, um imigrante vindo de Solagna, uma comuna italiana da província Vicenza, região do Vêneto, foi o responsável pelo projeto da ponte. Bortolon, baseando-se apenas em suas memórias, desenhou-a à imagem da Ponte degli Alpini. Esta encontra-se em Bassano del Grappa, outra comuna da província de Vicenza. A ponte, segundo a associação Veneti nel Mondo, apesar de ter apenas o equivalente à metade do seu comprimento, assemelha-se muito à  Ponte degli Alpini.
Infelizmente a construção original foi destruída em 1983, arrastada pelas enchentes que assolaram o município. Contudo, no início dos anos 1990, uma réplica foi construída no mesmo local e continua sendo utilizada até o presente por pedestres e veículos na travessia do rio do Peixe.

### Floresta Nacional de Caçador
Na Reserva Florestal Embrapa/Epagri de Caçador encontrava-se o maior cedro vivo de Santa Catarina, com idade que poderia chegar aos 1000 anos, 30 metros de altura, 3,6 metros de diâmetro e 7,8 metros de circunferência.
Outra atração superlativa da reserva é a maior araucária do mundo, com 40 metros de altura, 7,7 metros de circunferência, 2,45 metros de diâmetro e idade estimada variando entre 600 e 900 anos. A Floresta Nacional de Caçador, localizada a 24 quilômetros do centro,  no distrito de Taquara Verde, possui o maior reflorestamento de araucária do mundo e conta com infraestrutura que pode ser usada pelo visitante.
Caçador possui muitas outras áreas abertas à convivência pública, entre estas pode-se citar a praça Vereador Rodolfo Nickel, localizada na vila Paraíso, popularmente conhecida como Praça da Imbuia, esta abriga o Monumento à Madeira: o tronco de uma imbuia milenar, originária das florestas que no passado renderam o título de Capital Brasileira da Madeira ao município.[carece de fontes?]

### Museu Histórico da Região do Contestado

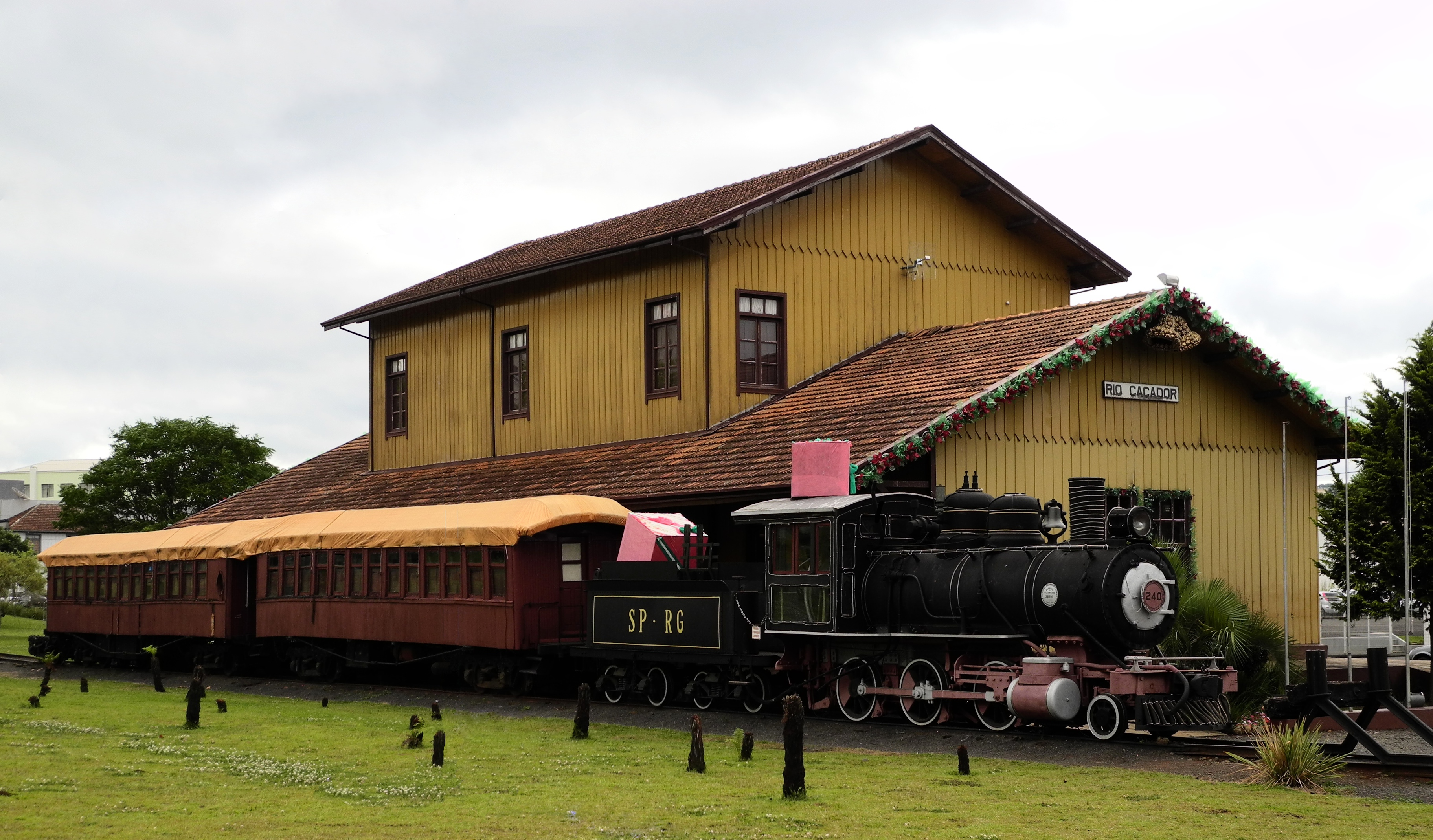
Museu do Contestado e composição com locomotiva a vapor Baldwin.

O Museu Histórico e Antropológico da Região do Contestado é dedicado ao resgate e à preservação da memória da Guerra do Contestado.
Em seu acervo encontra-se extensa documentação sobre o conflito e sobre o movimento messiânico do início do século XX na região.
Além disso, o museu detém em sua exposição permanente artefatos arqueológico-antropológicos que remontam ao período pré-cabralino e colonial da História do Brasil na Região do Contestado.
O edifício Achilles Stenghel, que abriga o museu, é uma réplica da primeira estação ferroviária, Rio Caçador. Como o original, é quase todo construído de madeira. Uma composição de dois vagões com uma locomotiva a vapor Baldwin, ano 1907, encontra-se estacionada na plataforma de embarque reconstruída junto ao edífico do museu.
O prédio da antiga estação ferroviária Caçador-nova abriga o Auditório da Fundação Municipal de Cultura de Caçador. A antiga bilheteria da Rede de Viação Paraná-Santa Catarina (RVPSC) ainda encontra-se no local.

### Antiga Chaminé
A Chaminé, como é conhecida, é mantida no município graças ao seu proprietário, Domingos Brusco. A construção antiga, hoje ponto turístico local, é mantida intacta, tal como a preservação histórica que representa para Caçador. O monumento que representa a dinâmica de uma serraria, foi construído na década de 1940, sem data precisa de sua fundação.[carece de fontes?]
Segundo o historiador Julio Corrente, a Chaminé fez parte da indústria dos Irmãos Reichmann. Pioneira em Santa Catarina como produtora de palitos de dentes e de sorvetes, produzia ainda embalagens em caixas, já que na época, a atividade era uma das mais rentáveis no Município. Naquela época para carregar qualquer equipamento era em caixa de madeira.Desde que foi construída a Chaminé mantém sua estrutura inicial de 40 metros de altura, aonde se fazia a queima da locomóvel. Ainda conforme Corrente, a história deste monumento é reconhecido como marco da indústria madeireira de Caçador, tanto pela área turística quanto à estética. O historiador ressalta a preservação da Chaminé, que passou a ter seu potencial turístico aproveitado nos últimos anos. Este é um marco da potencialidade que existe em Caçador.[carece de fontes?]

### Ponte do Amor
Foi construída nos anos 1940, tornou-se popular em Caçador e recebeu diversos nomes. Além de servir de acesso à comunidade local - a Passarela, Ponte em Arco, Ponte da Beira Rio, e até mesmo, Ponte dos Bombeiros - é conhecida pelo seu romantismo até hoje. Dona de uma arquitetura diferenciada, típica na Europa medieval, faz parte dos pontos turísticos da cidade. Apresentava-se em estado degradável até a Prefeitura fazer sua total reforma, mudando inclusive seu nome para Ponte do amor. Tornou-se um local romântico para os casais que ali passam declarem seus sentimentos. Além das palavras de amor os casais podem fazer lindas fotos e amarrar as fitinhas, nas placas localizadas nas cabeceiras da ponte. As fitinhas podem ser encontradas no Museu do Contestado.

## Infraestrutura

### Segurança
Caçador sedia o 15º Batalhão da Polícia Militar de Santa Catarina (15º BPMSC), que conta com um efetivo de 130 policiais e 40 viaturas. O 15º BPMSC divide-se em 3 companhias e um grupamento de polícia militar ambiental. Este é responsável pela segurança rural da região, abrangendo, além de Caçador, os municípios de Rio das Antas, Videira, Fraiburgo, Monte Carlo, Calmon, Macieira, Tangará e Ibiam.
O 4º Corpo de Bombeiros Voluntários de Caçador, com um efetivo de 115 bombeiros, dos quais 80% são voluntários, atua nas áreas de combate a incêndios, atendimento pré hospitalar e resgates diversos. A corporação conta com a escola de formação de bombeiros mirins e aspirantes com jovens de 10 a 18 anos de idade. A sua frota é composta por 16 viaturas.
O Tiro de Guerra 05-006, há mais de 80 anos na cidade, tem em seu efetivo apenas um militar, o chefe de instrução, e 50 recrutas reservistas.

### Transporte

#### Transporte coletivo municipal
Possui sistema de transporte municipal (não integrado), sem terminal, operado pela Auto Coletivo Caçador Ltda..

#### Transporte coletivo intermunicipal
O Terminal Rodoviário Comendador Selvino Caramori, fica localizado na rua Luiz Caramori, Centro.
As empresas que operam atualmente são: Reunidas S.A. Transportes Coletivos, Real Transporte e Turismo S.A., Planalto Transportes Ltda., Viação Ouro e Prata S.A, Unesul de Transportes Ltda..

#### Transporte aéreo
Caçador é servida pelo Aeroporto Municipal Carlos Alberto da Costa Neves (CFC). Este está equipado com tecnologia que permite pousos e decolagens também no período noturno. O município está incluído em rotas aéreas regionais desde novembro de 2007. Atualmente, voos regulares de segunda a sexta-feira ligam o município à Curitiba, Erechim, Joaçaba, Passo Fundo, Porto Alegre, e São Paulo (Congonhas).

#### Transporte ferroviário

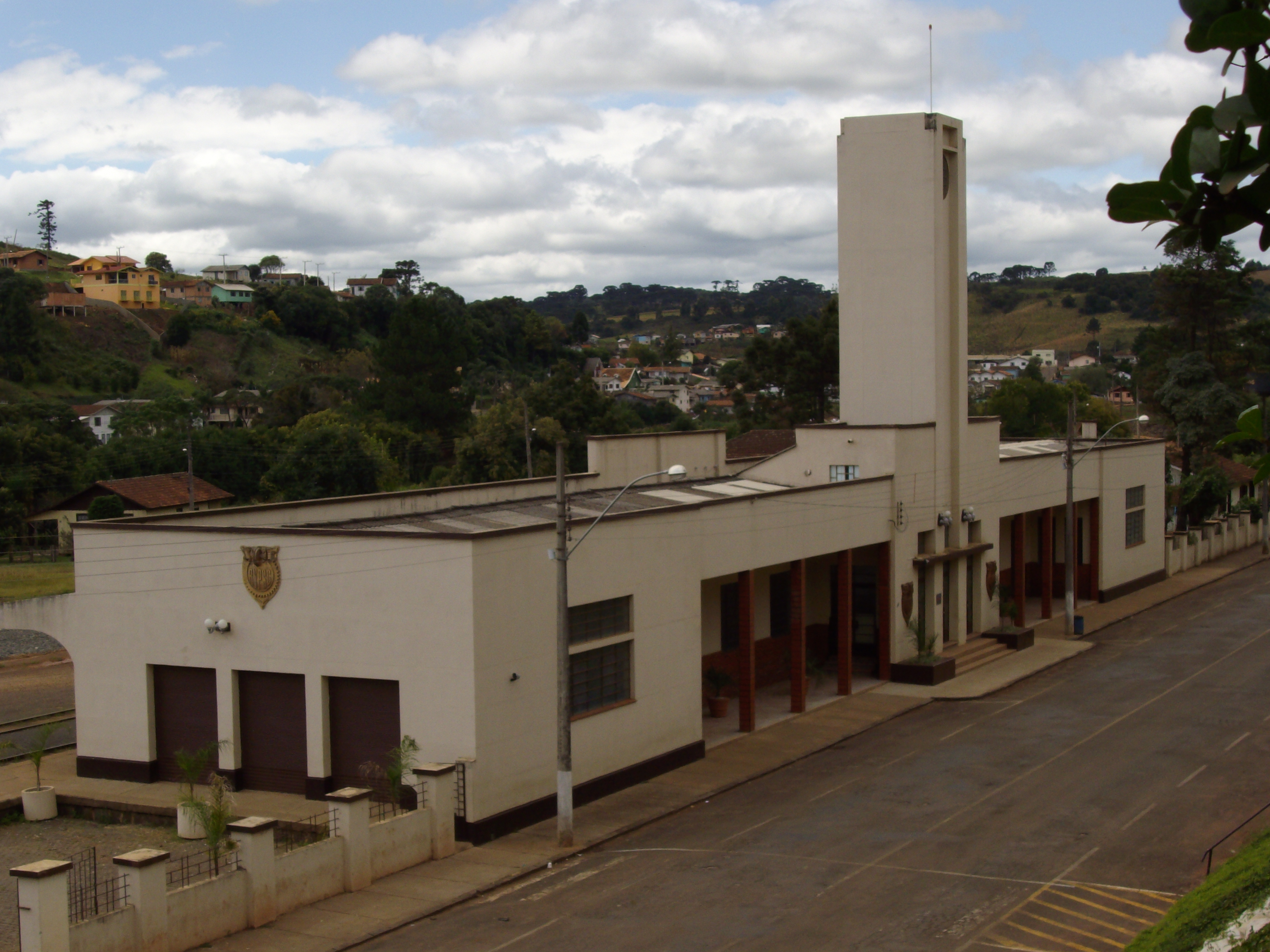
Estação ferroviária Caçador-Nova

O território do município é cortado pelo trecho Porto União-Marcelino Ramos da Linha Itararé-Uruguai, que constituía a linha-tronco da Rede de Viação Paraná-Santa Catarina (RVPSC).
Com a conclusão, em 1969, do Tronco Principal Sul e a ligação do Rio Grande do Sul ao Paraná e São Paulo através de Rio Negro, Mafra, Lages e Vacaria, o trecho Porto União-Marcelino Ramos teve sua importância econômica fortemente reduzida.
Em 13 de dezembro de 1996, os direitos de exploração comercial da rede ferroviária dos estados do Paraná, Santa Catarina e Rio Grande do Sul foram concedidos a uma empresa privada.
Pouco tempo após, o tráfego de trens ao longo do trecho passando por Caçador, assim como a sua manutenção, praticamente cessaram.
O trecho é utilizado, em ocasiões cada vez mais raras, apenas por trens turísticos e de capina química. Em setembro de 2009 a Procuradoria da República em Santa Catarina buscou junto à concessionária informacões sobre a possibilidade de reativar a Ferrovia do Contestado. A concessionária manifestou-se positivamente a respeito, porém lembrou da falta de demanda pelo serviço de transporte ferroviário na região. Contudo, uma outra explicação para a falta de demanda é o fato desta estar reprimida pela inexistência da oferta do serviço já desde a privatização do trecho da ferrovia nos anos 1990.
O território do município, quando de sua instalação em 25 de março de 1934, compreendia as seguintes estações ferroviárias: Presidente Penna, Adolfo Konder, Caçador (antiga Rio Caçador), Coronel Tibúrcio Cavalcanti, Rio das Antas, Princesa Isabel e Rio das Pedras.

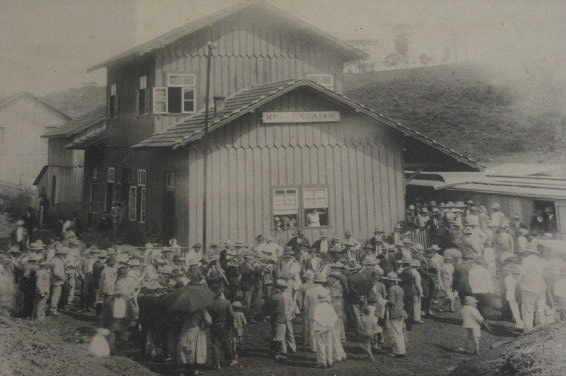
Estação ferroviária Rio Caçador ca. 1910

A estação ferroviária Rio Caçador, ao redor da qual o município desenvolveu-se, foi inaugurada ao primeiro de maio de 1910. Porém, quando da inauguração da mesma, a ferrovia ainda estava sem os trilhos. O prédio da estação era todo de madeira. Com a emancipação do distrito de Rio Caçador de Curitibanos em 1934, a estação foi rebatizada como Caçador.
No ano de 1941, o prédio original de madeira foi completamente destruído durante um incêndio e, um ano depois, substituído pela moderna Caçador-Nova.
Caçador-Nova, construída em concreto armado, continua existindo até os dias de hoje. A estação ferroviária servia tanto ao transporte de mercadorias quanto o de pessoas. O trem de longa-distância São Paulo-Montevideo parava em Caçador entre os anos 1943 e 1954.
Com a privatização da rede ferroviária dos estados do Paraná, Santa Catarina e Rio Grande do Sul o tráfego de trens passando por Caçador cessou, tendo como consequência o fechamento de Caçador-Nova. Em 2008, Caçador-Nova foi restaurada e o edifício abriga atualmente um centro cultural.

## Eventos

### Aniversário do município
Realizada durante os dias: 23, 24 e 25 de março, Caçador conta com uma super-festa. A programação conta ainda com shows de artistas locais e nacionais, atrações culturais, esportivas e de lazer, brinquedos em geral, exposições, ampla praça de alimentação e tirolesa. Realizada antigamente no Parque das Araucárias, hoje se realiza no Parque Central, com entrada gratuita para todas as pessoas e idades. [carece de fontes?]

### Expo Caçador
Através da iniciativa da Prefeitura, Associação Empresarial (ACIC), Câmara de Dirigentes Lojistas (CDL), Associação das Micro e Pequenas Empresas (AMPE) e Federação das Indústrias de Santa Catarina (FIESC), é realizado a cada ano a ExpoCaçador. O evento, que acontece no Parque das Araucárias, conta com shows nacionais para toda a população e tem exposições do comércio, indústria, agropecuária e prestação de serviços, visando reunir toda a região e que dessa foram atrai grandes investimentos para o município.[carece de fontes?]

### Encontro de Carros Antigos
Realizado pela Associação de Carros Antigos de Caçador, sempre no mês de Abril sendo que sua data em especifico fica para os dias no final do mês. Já está em sua 13º edição e é realizada no Parque Central, onde apresenta carros e motos de décadas anteriores para a população em geral, entrada franca. [carece de fontes?]

### SEAD
Seminário Regional de Administração - SEAD é um evento realizado pela UNIARP - Universidade Alto Vale do Rio do Peixe anualmente em parceria com diversas instituições de Caçador com a intenção de disseminar teorias e conhecimentos correntes relacionados às ciências e práticas da Administração, entre estudantes das áreas de ciências sociais aplicadas, dirigentes de empresas, e lideranças de classe. Conta com palestrantes do mais alto nível profissional no Brasil, desde grandes empresários a juízes da Lava Jato. Normalmente acontece no mês de setembro a cada ano. [carece de fontes?]

## Instituições presentes
- Associação dos Amigos da Música - AMIMU - Instituição cultural
- Caçador Atlético Clube - Clube esportivo
- Corpo de Bombeiros Voluntários - Equipe de resgate e combate a incêndios
- Colégio Bom Jesus Aurora - Unidade de ensino presente no sul e sudeste do país
- 11º Grupo de Escoteiros Pindorama
- Instituto Federal de Educação, Ciência e Tecnologia de Santa Catarina (IFSC)
- Serviço Nacional de Aprendizagem Industrial
- Serviço Social da Indústria - Área de atividades do SESI
- Sociedade Esportiva Kindermann - Equipe de Futsal e Futebol destaque no Brasil
- Universidade Alto Vale do Rio do Peixe - Ensino superior

## Galeria de fotos

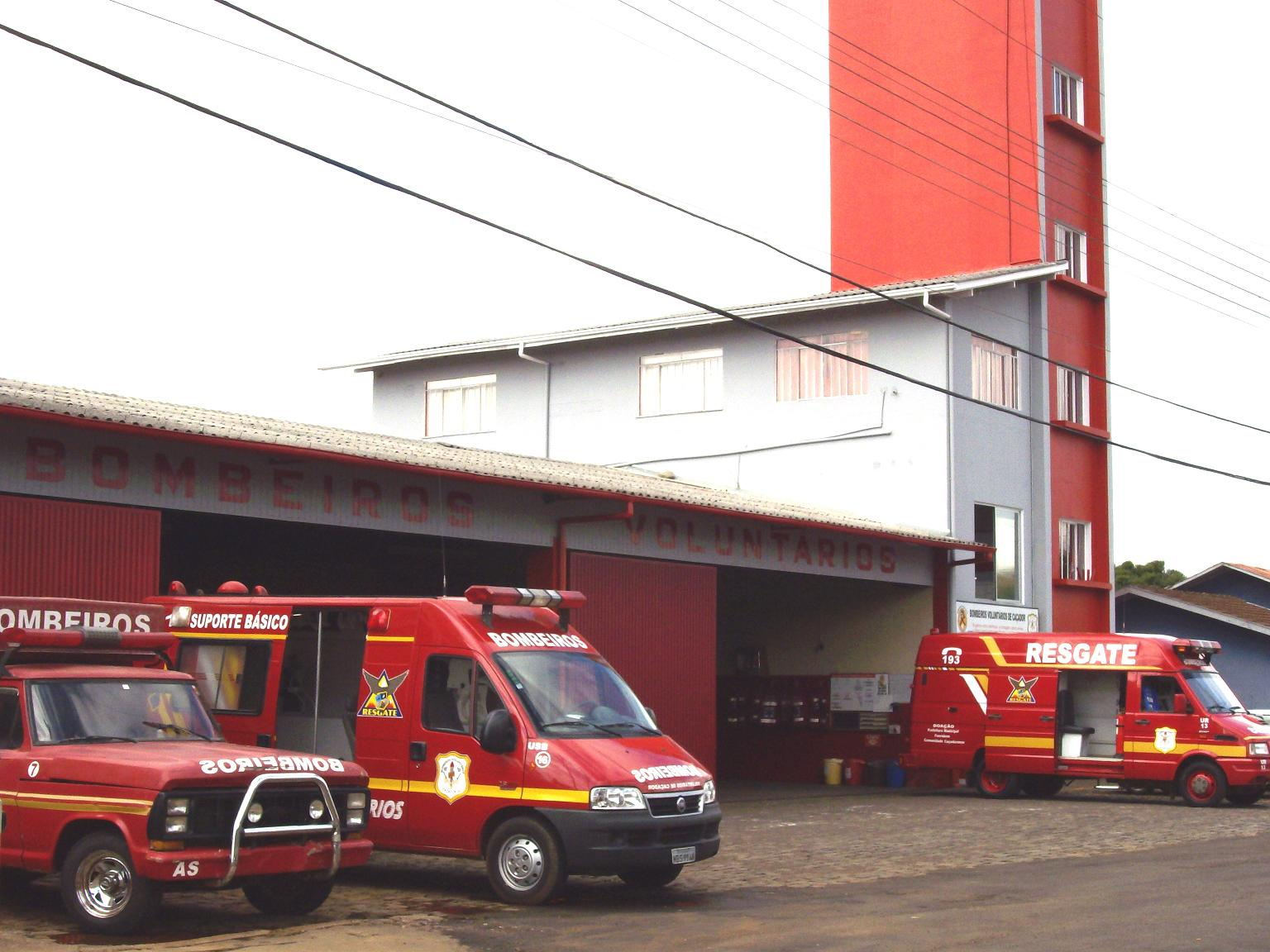
Sede do Corpo de Bombeiros Voluntários
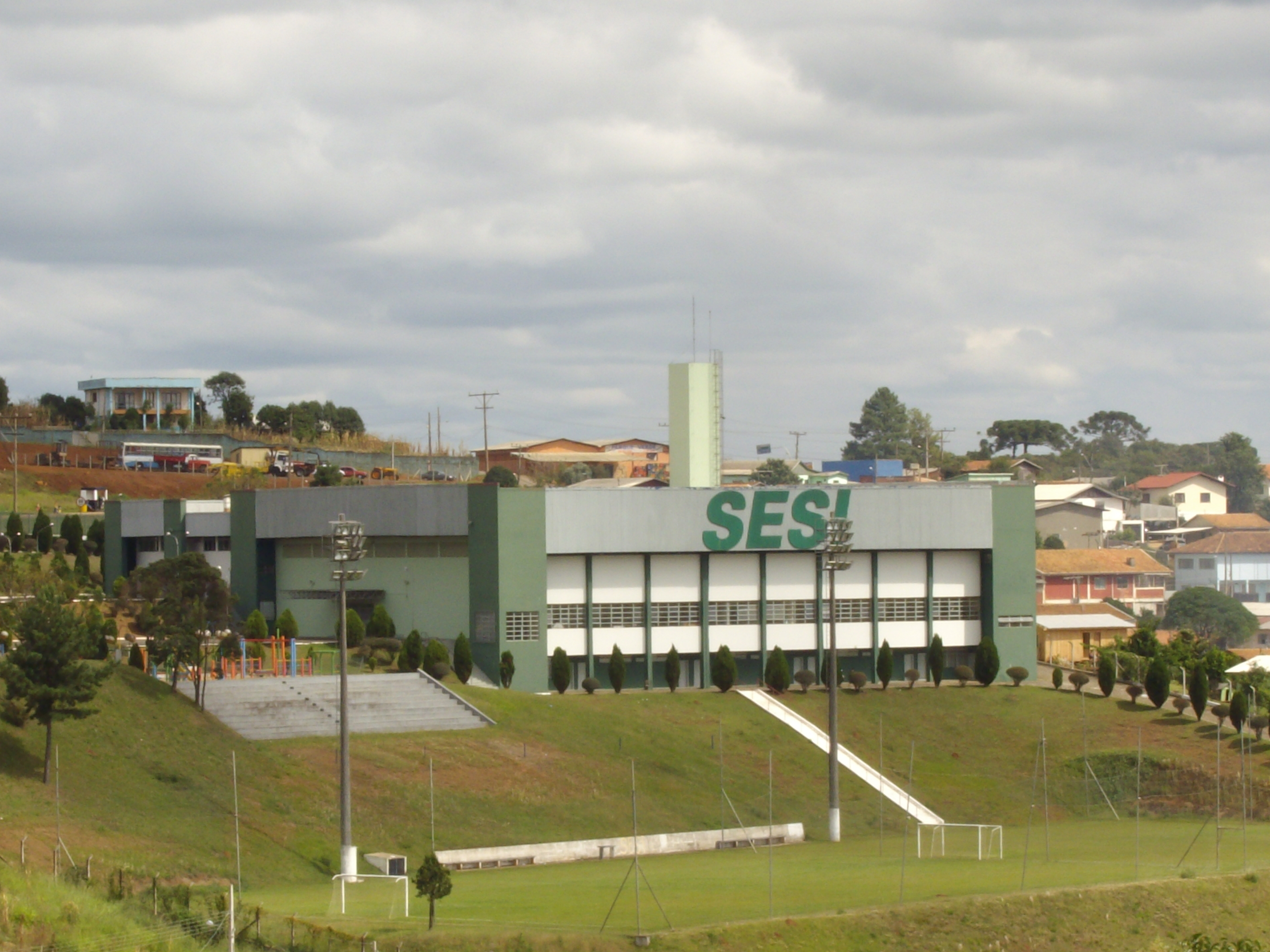
Instalações do SESI em Caçador
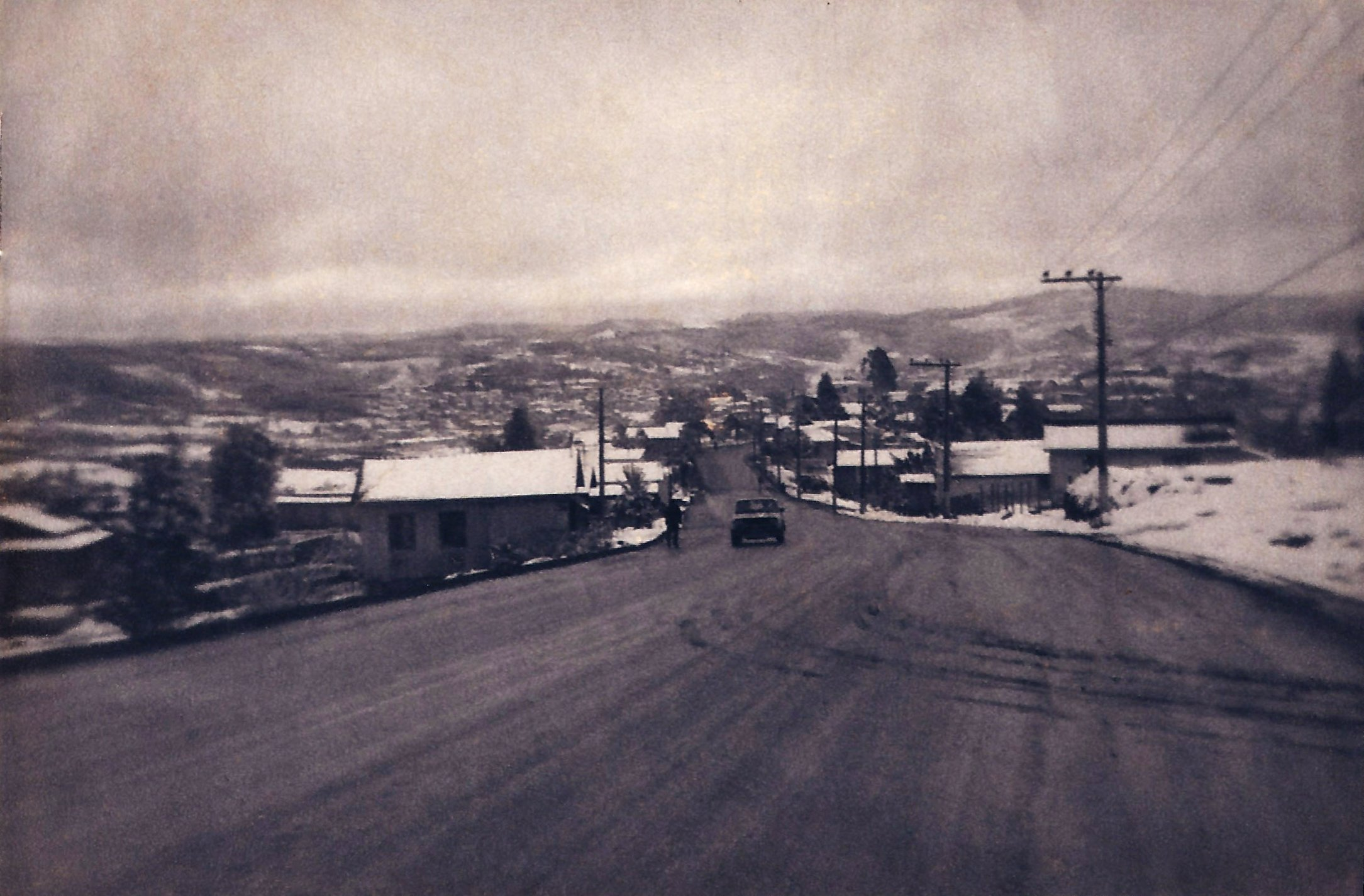
Neve, registrada do alto da rua Brasília em agosto de 1981
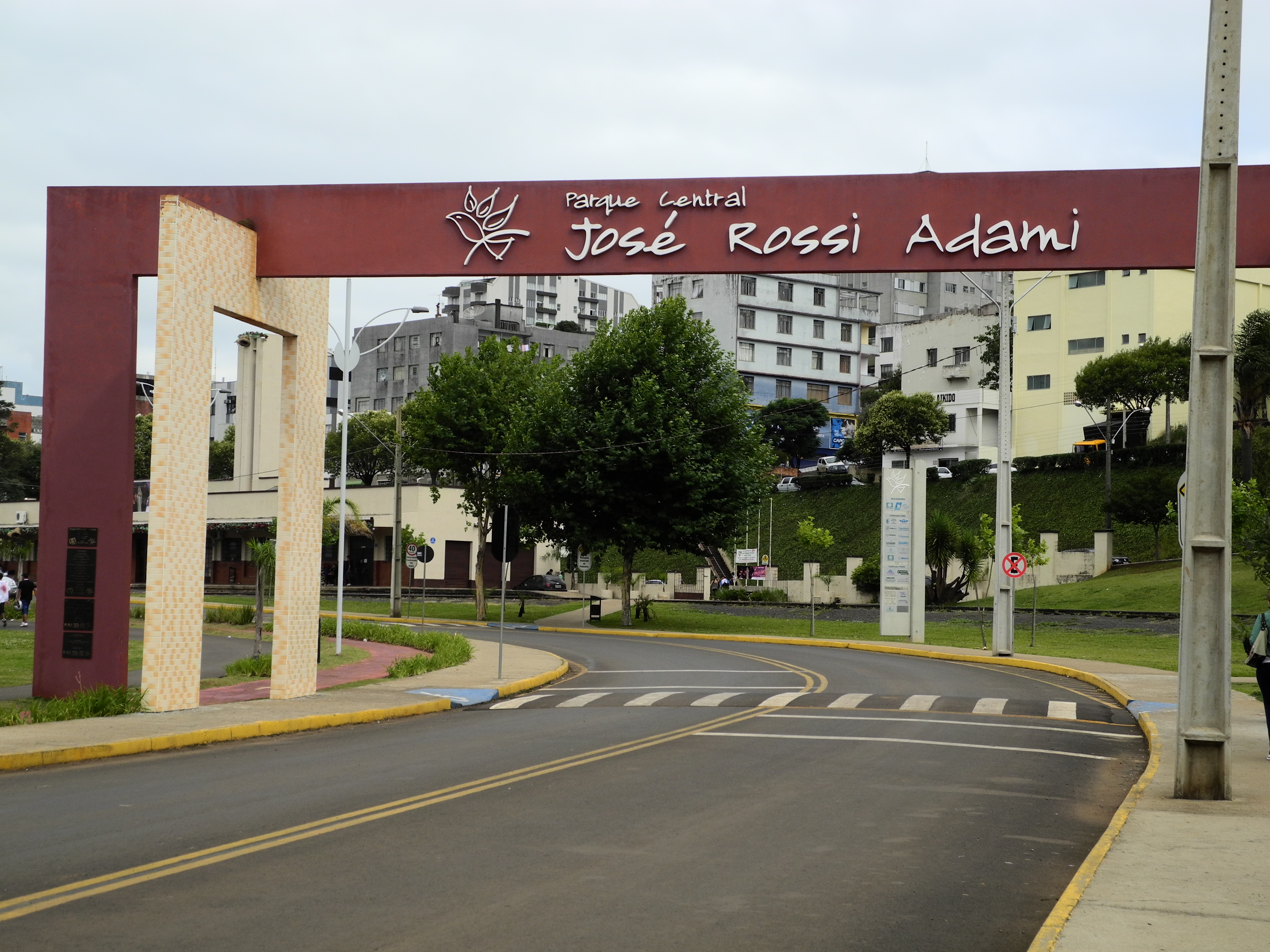
Parque Central José Rossi Adami
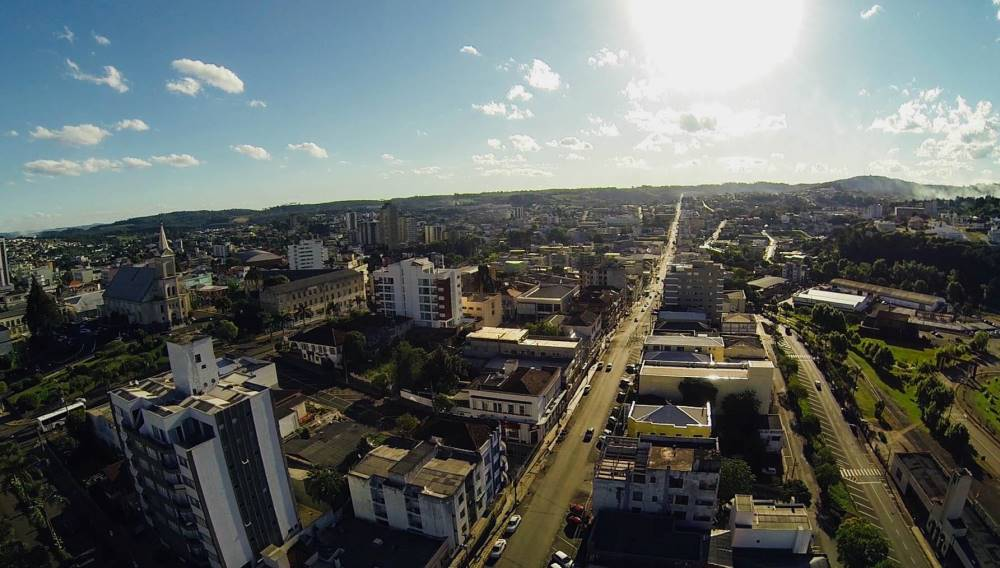
Panorama do Centro
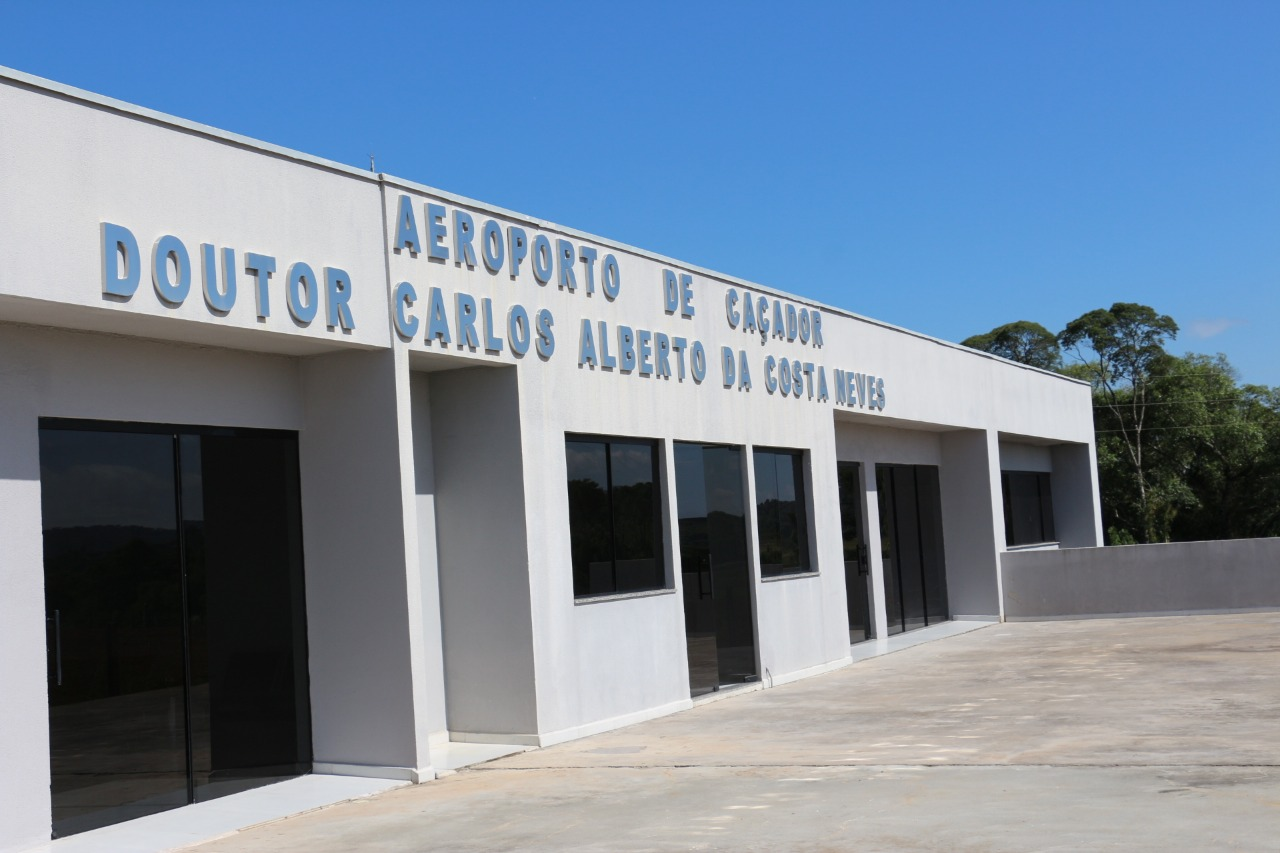
Aeroporto